# TVGE
Televisión de Guinea Ecuatorial (TVGE) és un canal de televisió estatal equatoguineà, que forma part del sistema de Radio Televisión de Guinea Ecuatorial (RTVGE).

## Descripció
Emet en castellà i és patrocinada bàsicament pel govern local depenent del Ministeri d'Informació, Cultura i Turisme, per la qual cosa els seus programes solen ser oficialistes.
Abans de la independència, va ser centre territorial de TVE. Al seu programa inaugural, el dictador espanyol Francisco Franco va rebre un missatge al poble de Guinea Ecuatorial. Manuel Fraga, aleshores ministre d'informació i turisme, va participar d'aquesta inauguració.
El 20 de juliol de 1968, TVE Guinea-Santa Isabel va iniciar la seua programació com a canal independent, tal com passava amb TVE Canarias. Després de la de Catalunya i la de Canàries, la de Guinea Equatorial es convertí en la tercera antena regional de TVE. La seua programació es nodria de la de la Primera Cadena, amb emissió d'informatius propis.
Després de la independència de Guinea Equatorial, TVE va continuar emetent al país fins al 1970, quan el govern de la dictadura de Francisco Macías tancà la televisió. Després del cop d'Estat de 1979, la televisió tornà a emetre a Guinea Equitorial a partir de l'1 de desembre de 1979, amb la programació de TVE 1 i informatius propis de producció guineana fins a la dècada del 1990.
Té la seu i oficines principals a la capital Malabo, a l'illa de Bioko des d'on emet a la major part del territori nacional. En 2009 va rebre critiques del govern d'aquest país, per errades presentades en les seves transmissions, per la qual cosa s'han signat convenis de cooperació per a capacitació de personal amb Espanya i Xina, a més de realitzar-se inversions per a una nova seu i compra d'equips amb la intenció de millorar la qualitat de la seva programació, addicionalment ha rebut crítiques de l'oposició per suposada parcialitat amb el govern d'aquest país.
Des del 31 de maig de 2011, la seva transmissió internacional arriba a tot Europa, a alguns països del nord d'Àfrica, Orient Mitjà i Àsia central i a part de Groenlàndia (Dinamarca) a través del satèl·lit W3A d'Eutelsat. Les seves emissions es regularitzaren dues setmanes després. També s'emet a Amèrica a través del satèl·lit Telstar 12.